# 1293
Évszázadok: 12. század – 13. század – 14. század
Évtizedek: 1240-es évek – 1250-es évek – 1260-as évek – 1270-es évek – 1280-as évek – 1290-es évek – 1300-as évek – 1310-es évek – 1320-as évek – 1330-as évek – 1340-es évek
Évek: 1288 – 1289 – 1290 – 1291 –  1292 – 1293 – 1294 – 1295 – 1296 – 1297 – 1298

## Események
- Firenzében az új igazságszolgáltatási szabályok megfosztják a céhekbe nem tartozókat minden politikai jog gyakorlásától. Kialakul a várost irányító két nagy párt: a pápát támogató guelf és a német-római császárt pártoló ghibellin.
- A mongolok megtámadják Jávát

## Születések
- V. (Hosszú) Fülöp francia király († 1322)
- VI. (Szerencsés) Fülöp francia király († 1350)
- Anjou Klemencia francia királyné  († 1328)